# (33561) Brianjasondu
(33561) Brianjasondu est un astéroïde de la ceinture principale.

## Description
(33561) Brianjasondu est un astéroïde de la ceinture principale. Il fut découvert le 10 mai 1999 à Socorro (Nouveau-Mexique) par le projet LINEAR. Il présente une orbite caractérisée par un demi-grand axe de 2,38 UA, une excentricité de 0,17 et une inclinaison de 3,7° par rapport à l'écliptique.